# Acalypta thomsonii
Acalypta thomsonii är en insektsart som beskrevs av Carl Stål 1873. Acalypta thomsonii ingår i släktet Acalypta och familjen nätskinnbaggar. Inga underarter finns listade i Catalogue of Life.